# Ино, Бернар
Берна́р Ино́ (фр. Bernard Hinault; род. 14 ноября 1954 в Иффиньяке, Бретань, Франция) — французский шоссейный велогонщик, 5-кратный победитель Тур де Франс (1978—1979, 1981—1982, 1985). Четвёртый (после Жака Анкетиля (1963), Феличе Джимонди (1968) и Эдди Меркса (1973) велогонщик, выигравший все три Гранд-тура (1980). Последний на данный момент француз, побеждавший на Тур де Франс.

## Биография
Родился 14 ноября 1954 года в Иффиньяке, (Бретань, Франция).
Прозвище среди велосипедистов — «Барсук» (фр. Le Blaireau) — было дано за стиль борьбы. Ино Бернар универсальный гонщик: он выигрывал горные этапы, спринт, гонки с раздельным стартом. Своей универсальностью он напоминает Эдди Меркса. Только он и Меркс выигрывали во всех классификациях Тур де Франс.
Бернар с 28 выигранными этапами Тур де Франс занимает третье место по количеству побед на этапах этой многодневной велогонки после Марка Кавендиша (35) и Эдди Меркса (34).
На счету Ино более 250 побед в профессиональном велоспорте, включая 52 гонки с раздельным стартом. Он был опытным однодневщиком, выигравшим чемпионат сира на шоссе и пять раз так называемые «Monuments» (Милан — Сан-Ремо, Тур Фландрии, Париж — Рубе, Льеж — Бастонь — Льеж, Джиро ди Ломбардия).
Бернар Ино побеждал в неофициальном чемпионате мира в гонке с раздельным стартом, пять раз Grand Prix des Nations. Одна из самых впечатляющих побед одержана на гонке Льеж — Бастонь — Льеж в 1980 году. Гонка хотя и проходила в апреле, но погода стояла зимняя, причём она ухудшалась в течение дня, в конце гонки началась метель. Из 174 стартовавших гонщиков финишировал 21. Последние 80 км 244-километровой гонки Ино Бернар ехал один. Отставание ближайшего преследователя на финише составило 9 минут 24 секунды.
Бернар является победителем чемпионата мира на шоссе 1980 года, проходившем в Sallanches, Франция.
Более впечатляющим достижениям Ино мешали проблемы с коленями. На Туре-Де-Франс в 1980 году он вынужден был сойти из-за болезни. Также из-за операции на колене был пропущен Тур де Франс 1983 года.
В 1985 году Ино выиграл Тур де Франс в последний раз.
Достижения Ино:
— 5 побед, два вторых места на Тур де Франс, горная и спринтерская майки;
— 3 победы Джиро д'Италия;
— 2 победы в Вуэльта Испании;
— также занимал первое, третье и пятое место в Чемпионате мира на шоссе;
— на его счету победы в велогонках Париж — Рубе, дважды на Льеж — Бастон — Льеж, две победы на Джиро ди Ломбардия, а также победа на Амстел Голд Рейс, Ghent-Wevelgem и две победы на Флеш Валлонь.
Среди достижений — выигрыш в одном году Тур де Франс и Джиро д’Италия (1982 и 1985); Тур де Франс и Вуэльты Испании в 1978 году.
Ино ушёл из велоспорта на пике своей карьеры в ноябре 1986 года. Последней его гонкой стал велокросс за пять дней до его 32-го дня рождения.